# Conops luteus
Conops luteus är en tvåvingeart som beskrevs av Charles Joseph de Villers 1789. Conops luteus ingår i släktet Conops och familjen stekelflugor.
Artens utbredningsområde är Frankrike. Inga underarter finns listade i Catalogue of Life.